# Изложбени центар „Le Ciminiere“
Изложбени центар „Le Ciminiere“ је постиндустријски дизајниран мултифункционални комплекс у Катанији у коме се одржавају сајмови, изложбе, конгреси и концерти. Захвата око 25.000 m². Име, које значи „димњаци“, добио је због највећег индустријског комплекса који је ту био и чији преостали зидови и димњаци нису уклоњени.

## Опис комплекса
Индустријски комплекс, који је изграђен прогресивно средином XIX века североисточно од Централне железничке станице (Catania Centrale) углавном од опеке и окамењене лаве, окружен је високим димњацима који су служили за дисперзију дима из пећи за прераду сумпора у деривате. Комплекс су изградиле Англо-сицилијанске пословне групе и локални трговци, а у постројењу је обављано млевење, складиштење и обрада сумпора из различитих рудника централне Сицилије. Делови зграда напуштени су после Другог светског рата, a комплекс је потпуно напуштен од средине шездесетих година. Од 1984. године ове зграде, са погледом на алеју Африка и дуж железничке пруге за Месину, биле су предмет великог реструктурирања уз максимално задржавање преостале структуре укључујући и високе димњаке озидане циглом. Ентеријер је без архитектонских баријера прилагодљив вишенаменској функцији.